# Artūras Paulauskas
Artūras Paulauskas (* 23. srpna 1953 Vilnius, Litevská SSR) je litevský právník a politický činitel, bývalý generální prokurátor, předseda litevského seimu, zastupující prezident Litvy, ministr životního prostředí.

## Životopis
V roce 1972 absolvoval 2. střední šlolu v Šiauliajích, později právnickou fakultu Vilniuské univerzity. Po ukončení studia pracoval jako vyšetřovatel ve městě Kaišiadorys, po několika letech byl převeden na post zastupujícího prokurátora, ještě později pracoval jako prokurátor ve Varėně, od roku 1988 byl zástupcem generálního prokurátora, po vyhlášení obnovení nezávislosti Litvy mu byl svěřen post generálního prokurátora Litvy. Po volbách prezidenta v roce 1997 zaostal o pouhých 0,5 % za svým hlavním soupeřem ve volbách Valdem Adamkem. Paulauskův volební slogan tehdy byl: "Zasloužili jsme si žít lépe". Stal se hlavním ze zakladatelů nové politické strany Nový svaz (sociálliberálové), litevsky Naujoji sąjunga (socialliberalai). V roce 2004, po impeachmentu na Rolanda Paksa, byl na dobu do voleb dosazen jako zastupující prezident Litvy. V roce 2006 proběhlo hlasování o nedůvěře Artūrovi Paulauskovi, po kterém byl zbaven funkce předsedy litevského seimu.

## Rodina
Otec Stasys Paulauskas má od syna odlišné politické postoje, kontakty navzájem neudržují. Má dva syny z prvního manželství (Andrius a Vilius Paulauskas), z druhého manželství má dceru (Aistė Paulauskaitė) a syna (Arnas Paulauskas).

## Vyznamenání
- velkokříž Řádu prince Jindřicha – Portugalsko, 29. května 2003[2]